# Лі Тейон
Лі Тейон (кор. 이태용, англ. Lee Taeyong, нар. 1 липня 1995) — південнокорейський репер, співак, танцюрист й автор пісень. Є лідером південнокорейського юнацького гурту NCT. 2016 року дебютував у першому юніті гурту – NCT U, пізніше в тому ж році дебютував у другому юніті – NCT 127. Є учасником супергурту SuperM.
Тейон написав понад 30 пісень декількома мовами, виконаних переважно юнітами NCT. Перший авторський сольний сингл Тейона «Long Flight» вийшов 18 липня 2019 років через проєкт SM Station.
8 серпня 2019 року було оголошено, що Тейон став учасником групи SuperM, створеної SM Entertainment у співпраці з Capitol Records.

## Біографія

### 2012—2016: Пред дебют і починання в кар'єрі
Лі Тейон народився 1 липня 1995 року в Сеулі. Закінчив школу виконавських мистецтв Сеула. У віці 18 років він був знайдений представником SM Entertainment і приєднався до компанії після успішного проходження прослуховування, заспівавши державний гімн. Він був представлений як учасник SM Rookies в грудні 2013 року. Після дебюту він зайняв позиції головного репера і головного танцюриста, попри відсутність досвіду в танцях до початку навчання. 
У 2014 році на YouTube-каналі SMTown було опубліковано відео, на якому Тейон виконує фрагмент своєї пісні «Open The Door». Пізніше в тому ж році Тейон з'явився в пісні Red Velvet «Be Natural». Він був зарахований в обох випусках як «SR14B Taeyong».

### 2016 — 2018: дебют вNCT
У квітні 2016 року Тейон дебютував у складі NCT U з піснею «The 7th Sense», яка також стала першим релізом NCT в цілому.У липні того ж року він дебютував учасником і лідером NCT 127 з їх першим мініальбом NCT # 127, для якого він написав 2 пісні, в тому числі заголовний сингл «Fire Truk».
У січні 2017 року NCT 127 повернулися з мініальбом Limitless.Те Йон брав участь в написанні чотирьох пісень для альбому, з піснею «Baby Do not Like It», що відзначає перший раз, коли він був зарахований композитором. У червні група випустила свій третій мініальбом Cherry Bomb. Всі пісні на альбомі, крім однієї, були написані в співавторстві з Тейоном. Заголовний трек «Cherry Bomb» пізніше було названо однією з найкращих K-pop пісень року на думку Billboard і Idolator.
У 2017 році Тейон брав участь у двох спільних проєктах з іншими артистами SM Entertainment. «Around», експериментальна пісня, спродюсована Hitchhiker, вийшла з супровідним музичним відео в травні, через проєкт SM Station. Лі також працював зі співаком і продюсером Ю Єнчжин над рок-баладою «Cure», яка вийшла в серпні 2017 року, також через SM Station.
У березні 2018 року NCT випустили свій перший студійний альбом в рамках масштабного проєкту, що об'єднує всі його підгрупи  — NCT 2018 Empathy. Він брав участь в написанні п'яти пісень для альбому. Він дебютував в Японії з мініальбом Chain з NCT 127 в травні 2018 року. Альбом посів друге місце в чарті Oricon Weekly Albums.
Тейон спільно написав чотири пісні для першого повноформатного альбому NCT 127 Regular-Irregular, включаючи титульний сингл «Regular». Пісня була спочатку вийшла двома мовами: англійською та корейською, але пізніше також послужила дебютним синглом китайського юніту WayV.

### 2019 — теперішній час
У квітні 2019 року NCT 127 випустили свій перший повноформатний японський альбом Awaken для якого Те Йон в співавторстві написав пісню «Lips». У липні Те Йон випустив свою першу сольну пісню «Long Flight», яку він написав. Трек послужив фіналом 3 сезону проєкту SM Station.
8 серпня Тейон був представлений як учасник групи SuperM, створеної SM Entertainment у співпраці з Capitol Records. Дебют відбувся 4 жовтня і вся діяльність гурту спрямована на американський ринок.
Тейон і Punch співпрацювали над піснею OST для дорами Hotel Del Luna, телевізійного серіалу за участю IU та Йо Чін Ку Реліз під назвою «Love del Luna» є тринадцятою (і заключною) частиною саундтреку.
5 червня Тейон випустив свій перший мініальбом Shalala. Таким чином він став першим мембером NCT із сольним просуванням.